# Hrvatsko-slovenska narodna stranka
Hrvatsko-slovenska narodna stranka (HSNS) – partia polityczna w Austro-Węgrzech, a następnie w Królestwie Włoch. Istniała w latach 1884–1926.

## Profil
Partia zrzeszała Chorwatów i Słoweńców zamieszkujących półwysep Istria i funkcjonowała w duchu odrodzenia narodowego. Działały w niej frakcje klerykalna i liberalna. Opowiadała się za zjednoczeniem półwyspu z Chorwacją, ustanowieniem języka chorwackiego jego językiem urzędowym, rozbudową infrastruktury transportowej, reformą podatkową, tworzeniem chorwacko-słoweńskiego kapitału, podniesieniem poziomu rolnictwa i wspieraniem przemysłu, rzemiosła i handlu. Do jej głównych polityków należeli: Matko Laginja, Matko Mandić i Dinko Vitezić.
Po przejęciu kontroli nad Istrią przez Włochy, partia opowiadała się za przyznaniem regionowi autonomii.

## Historia
Sesja założycielska Klubu Chorwacko-Słoweńskiego w sejmie Margrabstwa Istrii odbyła się 10 stycznia 1884. Jego przewodniczącym został Vinko Zamlić. W 1907 roku w wyborach do austriackiej Rady Państwa partia osiągnęła sukces.
W 1921 roku zmieniła nazwę na Jugoslavenska narodna stranka. W latach 1921–1922 wzięła udział we włoskich wyborach parlamentarnych w okręgu obejmującym Goriškę, Triest i Istrię oraz wyborach samorządowych, ponosząc w obu z nich klęskę i przegrywając z włoskim Istryjskim Blokiem Narodowym. Udało się jej wówczas zdobyć jeden mandat we włoskim parlamencie. W wyborach parlamentarnych w 1924 roku HSNS zdobyła natomiast dwa mandaty.
W 1926 roku działalność partii została zakazana, w związku z czym przeszła ona do konspiracji.